# Квасоля Сорана
Боби Fagiolo di Sorana є одним з видів каннелліні — бобів, вирощених неподалік від італійського міста Сорана, уздовж ріки Пеша в провінції Пістоя в Тоскані. Вирощування обмежене малою мікрокліматичною територією, умови вважаються відмінними для вирощування цього виду квасолі, а врожайність — низька. Попит високий, а ціни на них від шести до десяти разів більші, ніж на інші боби типу каннелліні. У 2002 році він отримав сертифікат захищеного географічного зазначення (ЗГУ) від Європейського Союзу. Вважається економічно важливим для виживання сільського господарства в долині Пеша, і тому, як вважають, це допомогло запобігти еміграції з цього району.

## Історія
Уродженець Нового Світу, квасоля, як повідомляється, прибула в Рим до 1515 року:838 і в Тоскану до 1528 року та широко поширилася на початку 17 століття. У 19 столітті квасоля, вирощена навколо Сорани, була визнана високоякісною. Депопуляція території викликана світовими війнами, та вирощування квасолі Сорани майже припинилося до 1980-х років. У 1994 року квасоля перебувала на межі зникнення.:xi Відновлення покладено на некомерційну асоціацію Associazione dei piccoli produttori del Fagiolo di Sorana Il Ghiareto ONLUS (Асоціація Гіарето), групи дрібних фермерів-любителів, які залишились єдиними виробниками, що утворилися в 1994 році:183 У 1990 роках разом з італійським журналістом Індро Монтанеллі під керівництвом ресторатора і фотографа Вальдо Веррескі, який редагував збірку робіт про бобові 1994 року:viii група сприяла створенню ЗГУ, що заохотило більше місцевих жителів почати вирощувати квасоля знову. У 2002 році квасоля отримала сертифікацію PGI.
На території також вирощують циліндричну червону квасолю, яку називають Antico Rosso di Sorana. Білу квасолю іноді називають «Bianco di Sorana». Обидві квасолі називають сораніні.

## Опис та вирощування

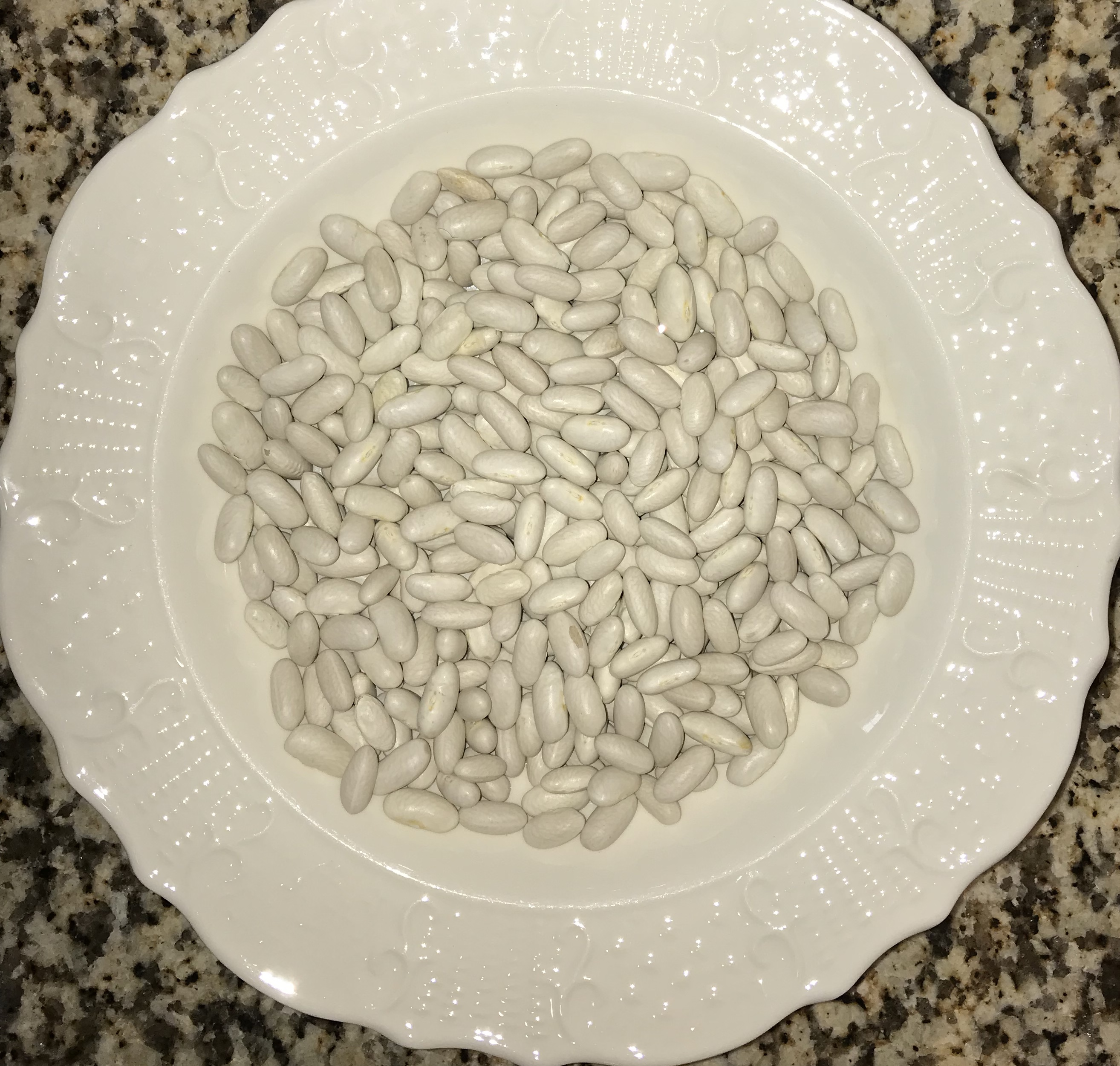
Сушені боби Сорани

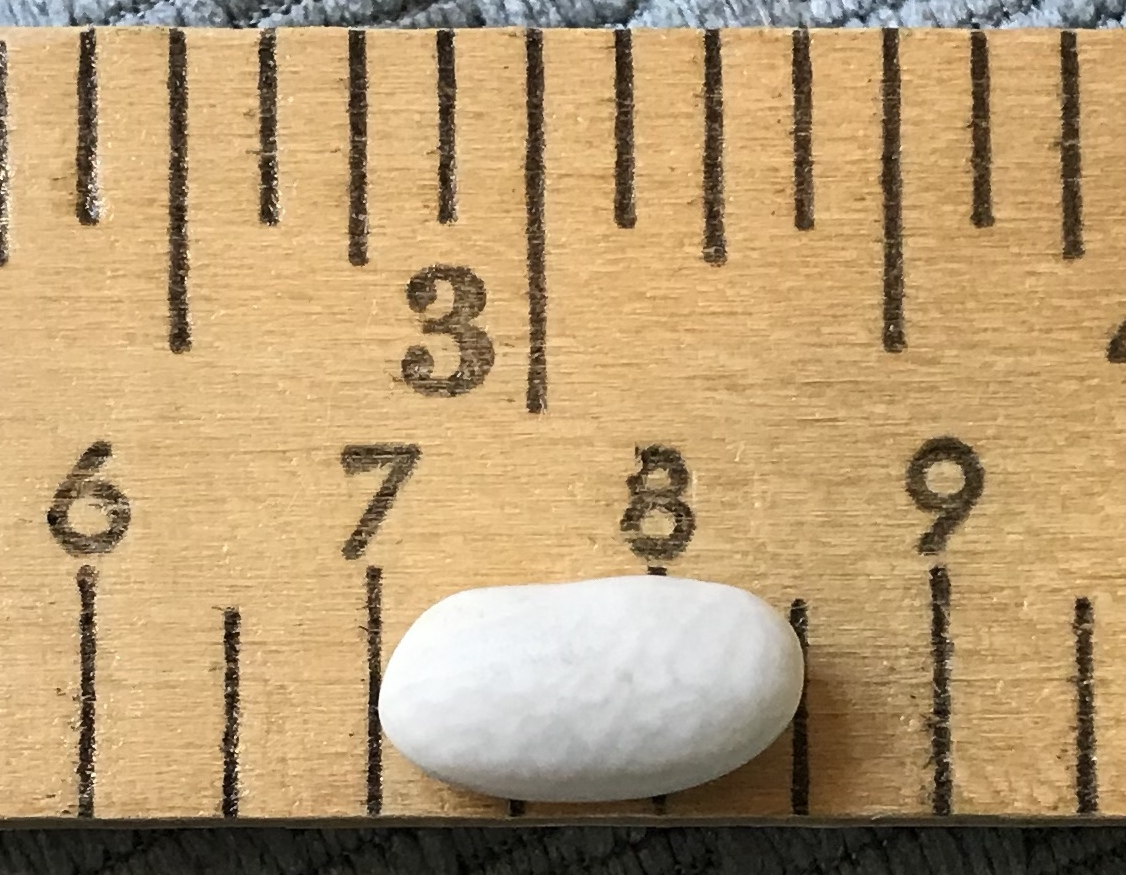
Сушена квасоля Сорана

Сорана є членом альпіністського виду Phaseolus vulgaris. Квасоля є довжиною 1,5см (0,6 дюйма), перлинно-біла, блискуча з тонкою шкіркою, що її називали «непомітною для піднебіння».:ix На території Сорани її прозвали «піаттеліні» за її плоску (piatto) форму. Червона квасоля має більш товсту шкірку і циліндричну форму.

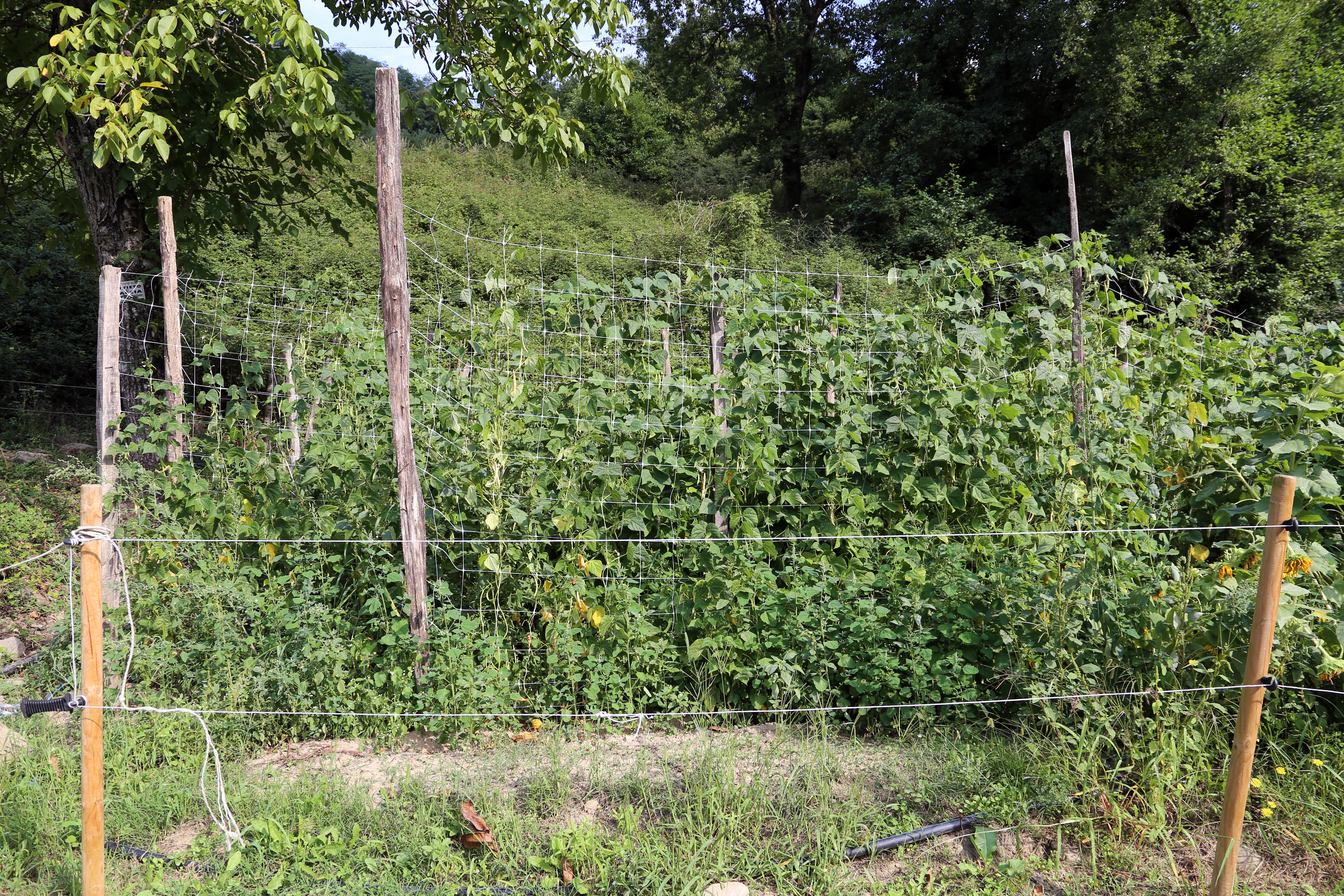
Вирощування бобів Сорани

Квасоля вирощується в обмежених кількостях уздовж східного і західного берегів північно-західної частини річки Пеша біля Сорани в Тоскані та біля підніжжя Апеннін, приблизно на півдорозі між Флоренцією та Пізою. Сучасні методи землеробства, як правило, неможливі на невеликих ділянках землі, які були б придатні для вирощування квасолі. Річне виробництво невелике. Щорічно засівається не більше 660 га (2,5 квадратних милі), часто любителями або фермерами, зайнятими неповний робочий день. Дослідження 2016 року показало, що близько 40 виробників, майже половина з яких не займалися комерційними продажами.
Проводиться засієння під час останнього місяця в травні. Квасоля вирощується на бамбукових гратах заввишки 8 футів, а ґрунт повинен бути вологим. Урожай збирають з середини серпня до середини вересня,:266 коли стручки майже розкололися. Після ручного збору квасолю сушать на сонці протягом декількох днів.

## Мікроклімат

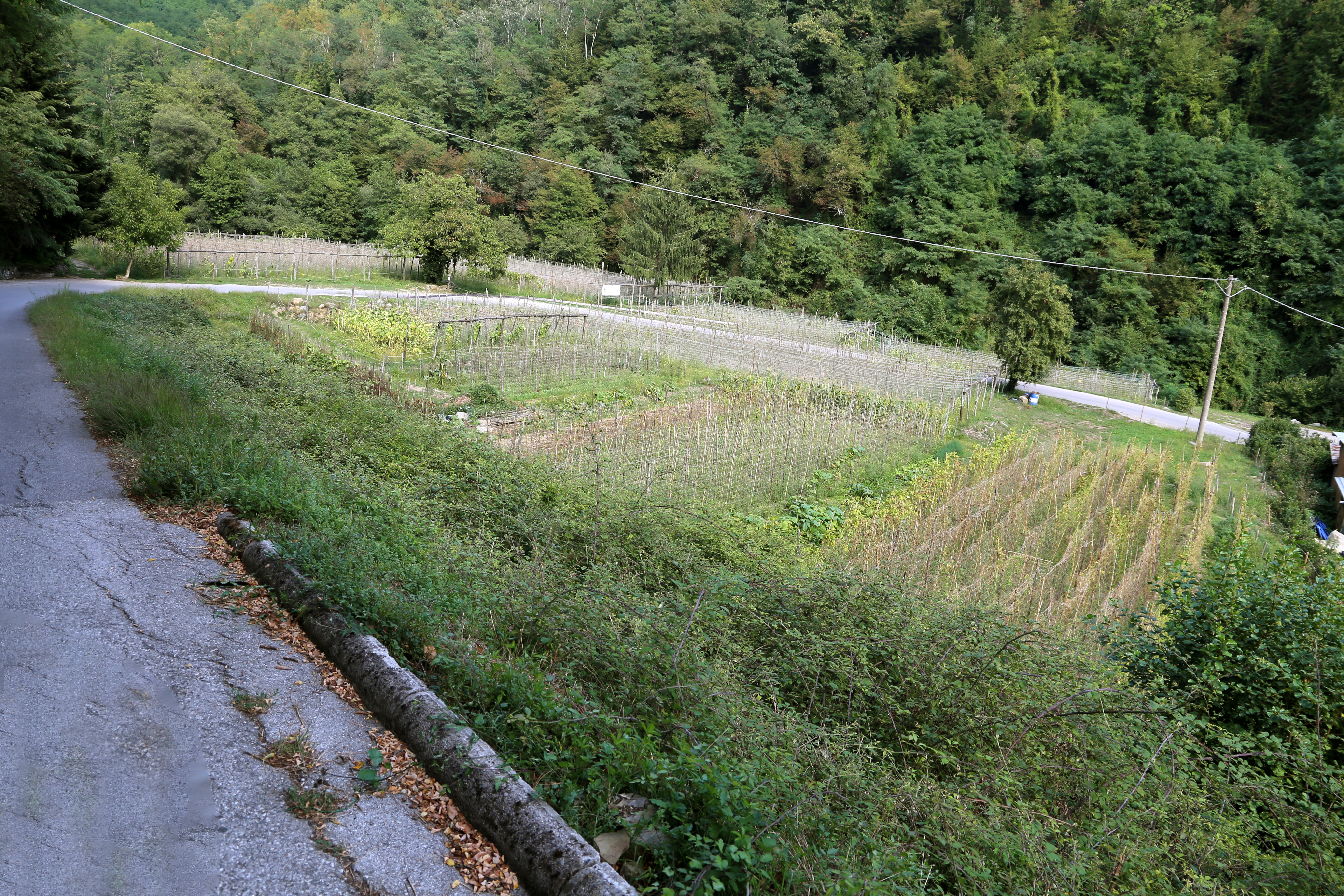
Поле бобових Сорани на невеликій земельній ділянці

Президія «Slow Food» в Пеша та положення про ЗГЗ вимагають, щоб квасоля під назвою «di Sorana» вирощувалась у долині Пеша, муніципалітет Пеша, провінція Пістоя. Найбільш традиційною площею обробки є гектари вздовж берегів струмка, «Гіарето», район із власним мікрокліматом. Площа від 220 до 750 метрів (720 до 2500 футів) над рівнем моря з піщаним ґрунтом, мінералами, кальцієм та нітратами. З низьким рівнем сонячної активності та високим рівнем опадів, в тому числі, нічною росою, і захищеною від суворих погодних умов — всі умови вважаються відмінними для вирощування цього виду квасолі. Ресторатор Веррескі, який виріс у місті, де його батько вирощував квасолю,:iii називає це «дивовижним мікрокліматом» і каже: -«Ви можете садити квасолю Сорана, де завгодно — багато хто намагався — і ви можете отримати квасолю, але вона не буде як Сорана, коли ви її приготуєте». Італійський письменник писав, що ті самі боби, висаджені в інших місцях, не матимуть нічого спільного з вирощеними в Гіарето.
В «Поджіо» або високогір'ї, в долині Пеша, почали вирощувати квасолю, що викликало деяку напруженість серед місцевих жителів, оскільки виробництво вище в районах Поджіо, тому і фермери можуть вимагати зниження цін.:266 Якість вища в районі Гіарето, але фермери були стурбовані тим, що споживачі можуть не усвідомити причини підвищення цін Гіарето. В рамках переговорів щодо специфікацій продуктів для сертифікації PGI, виробники погодились поширити захист на обидві області, щоб дозволити збільшити загальну кількість виробленої продукції, це допомогло б підвищити впізнаваність квасолі. Виробники Giareto у відповідь дозволяють наносити «di Giareto» на свої етикетки. Угода також забороняла використання гербіцидів, обмежувала максимально дозволений урожай з гектара та надавала точний опис дозволених методів збирання.

## Економіка та вплив
У Тоскані квасоля- рідкість, а за межами Тоскани, навіть в Італії, її «неможливо знайти». У 1994 році письменник Паоліні, описуючи ціни від 20 000 до 30 000 лір за кілограм, назвав квасолю «найдорожчим бобом у світі». У 2007 журнал Saveur повідомив, що ціна на Soranas була в десять разів більше, ніж інші боби каннелліні. Шахрайство — звичайна справа.:272 Дослідження 2016 року показало, що ціни на сорану зазвичай в шість-сім разів вищі, ніж на звичайні боби.:183:266
Асоціація Гіарето щорічно проводить фестивалі посадки і збору врожаю. Туризм та розвиток сільських територій, пов'язаний з вирощуванням квасолі Сорана, вважається важливим,:264 і вчені Вільям ван Кенегем та Джен Клірі припустили, що підтримка місцевих фермерів допомогла запобігти еміграції в інші райони:268 і сприяла виживанню сільського господарства в долині Пеша.:272–273
За дослідженням 2016 року сертифікація «Premiere Global Services» Сорани «підтримала сільське господарство в цій місцевості та оживила маргіналізовану територію долини Сорани шляхом сприяння валоризації інших продуктів, таких, як оливкова олія екстра-незайманого типу, або сприяючи сільський туризм (ресторани, що пропонують спеціальні бобові меню і агротуризм)».

## Визнання
На початку 1800-х років квасоля була визнана вищою якістю. У 1994 році кулінар Паоліні назвав його «безперечним королем бобів». У 2002 році квасоля отримала сертифікат «Premiere Global Services» (PGI), одна з найменших виробничих систем у Тоскані, яка отримала таке позначення.:264 Декілька інших італійських бобів Phaseolus Vulgaris L., включаючи Fagioli Bianchi di Rotonda, Fagiolo Cannellino di Atina, Fagiolo Cuneo, Fagiolo di Lamon della Vallata Bellunese та Fagiolo di Sarconi, також були сертифіковані.:843
Slow Food, включає Sorana в свій «Ковчег Смаку», каталог традиційних продуктів, що знаходяться під загрозою зникнення. Призначено один з шести тосканських бобів, в тому числі червоної боби Лука, нут Pergentino, квасоля Pietrasanta, боби Pratomagno Zolfino та Venanzio.
«Нью-Йорк Таймс» прокоментував «мабуть, найцінніший сорт квасолі в країні, названий справжніми їстівцівцями квасолі», порівнюючи з «найбільш затребуваним виноградом в Бургундії». Журнал Saveur назвав Сорану «легендарною». Супутник любителів їжі та вина в Тоскані назвали їх найкращими та найвідомішими бобами.
Композитор Джоакіно Россіні якось попросив Джованні Пачині виплати «кількох кілограмів цих дорогоцінних бобів» за виправлення одного з рахунків Пачині. Пачині був із тосканської родини, і більшу частину свого життя проживав у Пеша та Віареджо.
Марселла Хазан назвала Сорану «найдорожчою квасолею, що вирощується в Італії».
У 2019 році квасоля Сорана була одним з 24 продуктів Premiere Global Services, відібраних для демонстрації на виборах до Європейського парламенту.

## Дивитися також
- Список італійських товарів, контрольованих за походженням[en]